# Durmenach
Durmenach (deutsch Dürmenach, elsässisch Dírmene) ist eine französische Gemeinde mit 831 Einwohnern (Stand 1. Januar 2022) im Département Haut-Rhin in der Europäischen Gebietskörperschaft Elsass und in der Region Grand Est. Sie ist Mitglied des Gemeindeverbandes Sundgau.
Durmenach liegt im Tal der Ill.
Nachbargemeinden sind Roppentzwiller im Norden, Muespach im Nordosten, Werentzhouse im Südosten, Bouxwiller im Süden sowie Vieux-Ferrette im Südwesten.

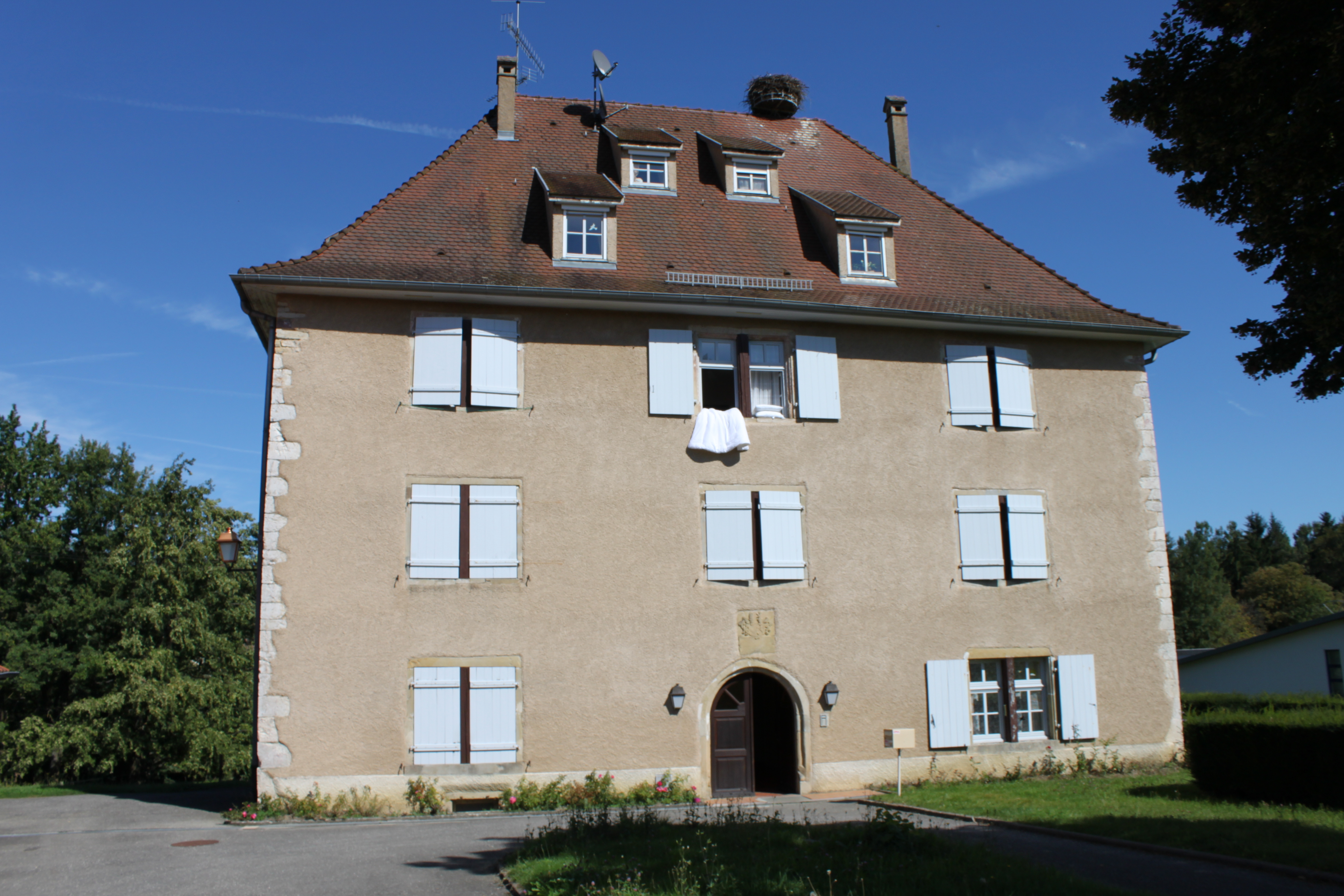
Herrenhaus Flaxlanden (MH)

## Bevölkerungsentwicklung
| Jahr      | 1962 | 1968 | 1975 | 1982 | 1990 | 1999 | 2007 | 2018 |
| --------- | ---- | ---- | ---- | ---- | ---- | ---- | ---- | ---- |
| Einwohner | 838  | 875  | 870  | 894  | 853  | 883  | 915  | 832  |

## Jüdische Gemeinde
Im 18. und 19. Jahrhundert besaß das Dorf eine große jüdische Gemeinde. Es war Sitz eines Rabbinats. 1781 kamen auf 569 Einwohner 309 Israeliten. Um 1840 war es zu 75 % von elsässisches Westjiddisch sprechenden Juden bewohnt, weshalb es den Beinamen „Jerusalem des Sundgaus“ trug. Die jiddische Mundart des Dorfes ist dokumentiert in Florence Guggenheim-Grünberg: Schweizer Dialekte in Text und Ton, I 4, Frauenfeld 1966, ferner in den Cahiers du CREDYO 5, 2010 (mit CD).
Im Gefolge der französischen Revolutionen kam es 1789 und 1848 in Durmenach zu brutalen Ausschreitungen gegen die jüdischen Mitbürger. Bei der Revolution 1848 wurden beim so genannten Judenrumpel 75 Häuser demoliert.

## Bauwerke
Pfarrkirche Sankt Georg. Der 1838 fertiggestellte Neubau ersetzte die baufällige Dorfkirche. Als Baumaterial diente auch Abbruchmaterial des Franziskanerklosters von Luppach. Der Portalvorbau wurde 1914 angefügt.
Das Schloss der Herren von Flaxlanden, ein einfacher Walmdachbau, wurde 1624 erbaut und 1694 erneuert. Aus diesem Jahr befindet sich über dem Eingang eine Inschrift- und Wappentafel.
Schule bei der Kirche, ein etwas aufwendiger gestalteter Walmdachbau des Zweiten Kaiserreichs von 1865. Die Gebäudemitte mit den beiden Portalen betont durch einen Giebel und zwei Werksteinlisenen. Alle Fenster mit Stichbogen und Scheitelsteinen.
Der Judenfriedhof am Ende der Rue de la Gendarmerie, wohl Ende 18. Jahrhundert angelegt.
Gut erhaltene Fachwerkbauten, darunter auch einige in der altertümlichen Ständerbauweise, so z. Bsp. Nr. 7 in der Rue de l'Église mit weitabständigem Fachwerk und traufwandhohen Eckständern und Langstreben. Die dreiteilige gestaffelte Stubenfenstergruppe, wie sie schon vor dem Dreißigjährigen Krieg gebräuchlich war, gut erhalten. (17. Jahrhundert?) – Ebenso altertümlich das Haus Nr. 1 in der Rue de l'Église. – Dagegen das jüngere 1811 gebaute Haus an der Rue de l'Église Nr. 5 mit regelmäßigem, engmaschigem, auf Symmetrie bedachtem Fachwerk in Stockwerkbauweise. Ein mit Schnitzwerk verzierter Eckständer, Balusterpfosten in den Fensterbrüstungen und eine Inschrift an der Giebelseite.

## Persönlichkeiten
- Jacob (Jacques) Mislin (1807–1878), römisch-katholischer Theologe, Lehrer, Abt und Prälat